# Полянківська селищна рада
Поля́нківська се́лищна ра́да — колишня адміністративно-територіальна одиниця та орган місцевого самоврядування в Баранівському районі Житомирської області УРСР та України. Адміністративний центр — селище міського типу Полянка.

## Загальні відомості
- Територія ради: 34,858 км²
- Територією ради протікає річка Гнилуша

## Населені пункти
Селищній раді підпорядковувались населені пункти:
- смт Полянка
- с. Будисько

## Населення
Відповідно до результатів перепису населення СРСР, кількість населення ради, станом на 12 січня 1989 року, становила 1 779 осіб.
Станом на 5 грудня 2001 року, відповідно до перепису населення України, кількість мешканців селищної ради становила 1 779 осіб.

## Склад ради
Рада складалась з 18 депутатів та голови.
- Голова ради: Ільчук Любов Володимирівна
- Секретар ради: Корейба Олена Антонівна

### Керівний склад попередніх скликань
| Прізвище, ім'я, по батькові | Основні відомості                                                                     | Дата обрання | Дата звільнення |
| --------------------------- | ------------------------------------------------------------------------------------- | ------------ | --------------- |
| Ільчук Любов Володимирівна  | Селищний голова, 1962 року народження, член Партії промисловців і підприємців України | 26.03.2006   | 31.10.2010      |
| Ільчук Любов Володимирівна  | Селищний голова, 1962 року народження                                                 | 31.10.2010   |                 |

Примітка: таблиця складена за даними сайту Верховної Ради України

### Депутати
За результатами місцевих виборів 2010 року депутатами ради стали:

#### За суб'єктами висування
| Суб'єкт висування | Кількість обраних депутатів | %   |
| ----------------- | --------------------------- | --- |
| Самовисування     | 18                          | 100 |

#### За округами
| № округу | Прізвище, ім'я, по батькові      | Дата визнання обраним | Освіта             | Партійна приналежність                        | Відомості про обраного депутата                                                              |
| -------- | -------------------------------- | --------------------- | ------------------ | --------------------------------------------- | -------------------------------------------------------------------------------------------- |
| 1        | Верниш Денис Русланович          | 05.11.2010            | вища               | позапартійний                                 | тимчасово не працює                                                                          |
| 2        | Гаврилюк Олександр Миколайович   | 05.11.2010            | середня спеціальна | позапартійний                                 | Баранівське ДЛМГ, кранівник                                                                  |
| 3        | Корейба Олена Антонівна          | 05.11.2010            | середня спеціальна | член Політичної партії «Українська платформа» | Полянківська селищна рада, секретар виконкому                                                |
| 4        | Круківська Наталія Анатоліївна   | 05.11.2010            | середня спеціальна | член Політичної партії «Українська платформа» | Полянківське відділення зв'язку, листоноша                                                   |
| 5        | Отвага Микола Петрович           | 05.11.2010            | вища               | член Політичної партії «Українська платформа» | тимчасово не працює                                                                          |
| 6        | Лапінська Неля Валентинівна      | 05.11.2010            | середня спеціальна | член Політичної партії «Українська платформа» | Полянківська селищна рада, інспектор військово-облікового столу                              |
| 7        | Карпова Ольга Леонідівна         | 05.11.2010            | середня спеціальна | член Політичної партії «Українська платформа» | Полянківська амбулаторія загальної практики — сімейної медицини, акушерка                    |
| 8        | Козловська Людмила Болеславівна  | 05.11.2010            | середня спеціальна | член Політичної партії «Наша Україна»         | Полянківський будинок культури, техпрацівник                                                 |
| 9        | Леонтьєв Богдан Ігорович         | 05.11.2010            | вища               | член Політичної партії «Українська платформа» | Лісовська загальноосвітня школа І-ІІ ст., вчитель фізики та інформатики                      |
| 10       | Михаляк Віктор Мар'янович        | 05.11.2010            | вища               | позапартійний                                 | ТОВ «Полянківська кераміка», начальник механічного цеху                                      |
| 11       | Павіцький Руслан Петрович        | 05.11.2010            | середня спеціальна | член Політичної партії «Українська платформа» | ПП Журбенко Н. В., таксист                                                                   |
| 12       | Пітроченко Наталія Володимирівна | 05.11.2010            | вища               | позапартійна                                  | Полянківський дитсадок, завідувачка                                                          |
| 13       | Присяжнюк Наталія Володимирівна  | 05.11.2010            | вища               | член Політичної партії «Українська платформа» | Полянківська селищна рада, бухгалтер                                                         |
| 14       | Савич Олександр Володимирович    | 05.11.2010            | середня спеціальна | член Політичної партії «Українська платформа» | Полянківська селищна рада, землевпорядник                                                    |
| 15       | Хіміч Олександр Юрійович         | 05.11.2010            | вища               | позапартійний                                 | Митний пост «Новоград-Волинськ» Житомирської митниці, інспектор                              |
| 16       | Чернецький Віталій Станіславович | 05.11.2010            | середня спеціальна | позапартійний                                 | тимчасово не працює                                                                          |
| 17       | Шевчук Сергій Олександрович      | 05.11.2010            | середня спеціальна | позапартійний                                 | тимчасово не працює                                                                          |
| 18       | Яковчук Людмила Станіславівна    | 05.11.2010            | вища               | член Всеукраїнського об'єднання «Батьківщина» | Полянківська загальноосвітня школа І-ІІ ст., заступник директора з навчально-виховної роботи |

## Історія
Раду було утворено 3 квітня 1967 року в складі смт Полянка та с. Будисько ліквідованої Зарічської сільської ради Баранівського району.
Станом на 1 січня 1972 року селищна рада входила до складу Баранівського району Житомирської області, на обліку в раді перебували смт Полянка та с. Будисько.
Припинила існування 30 грудня 2016 року через об'єднання до складу Баранівської міської територіальної громади Житомирської області.